# رينولد فريدريك
رينولد فريدريك (بالألمانية: Reinhold Friedrich)‏ هو موسيقي ألماني، ولد في 14 يوليو 1958 في Weingarten (Baden) ‏ في ألمانيا.

## وصلات خارجية
- رينولد فريدريك على موقع IMDb (الإنجليزية)
- رينولد فريدريك على موقع ميوزك برينز (الإنجليزية)
- رينولد فريدريك على موقع أول ميوزيك (الإنجليزية)
- رينولد فريدريك على موقع ديسكوغز (الإنجليزية)
- رينولد فريدريك على موقع قاعدة بيانات الفيلم (الإنجليزية)